# MkLinux
MkLinux (per a Microkernel Linux) és un sistema operatiu d'ordinador de programari de codi obert iniciat per l'Open Software Foundation Research Institute i Apple Computer el febrer de 1996, per portar Linux a la plataforma PowerPC i ordinadors Macintosh. El nom fa referència al nucli Linux que s'està adaptant per funcionar com a servidor allotjat al microkernel Mach, versió 3.0.

## Història
MkLinux va començar com un projecte patrocinat per Apple Computer i OSF Research Institute, per portar "Linux on Mach" a l'ordinador Macintosh i perquè Apple explores tecnologies alternatives del nucli a la plataforma Mac. En aquell moment, no hi havia cap port PowerPC de Linux patrocinat oficialment, ni cap específicament per al maquinari Macintosh. L'Institut OSF, propietari del micronucli Mach i de diverses altres tecnologies basades en Unix, estava interessat a promocionar Mach en altres plataformes. A diferència del disseny de les versions posteriors de macOS 10 i posteriors (que no s'ha de confondre amb les versions contemporànies de Mac OS 9 i anteriors), MkLinux va ser dissenyat per aprofitar al màxim el micronucli Mach.
L'esforç va ser encapçalat pel vicepresident d'eines de desenvolupament d'Apple, Ike Nassi i Brett Halle d'Apple, i el desenvolupament es va dividir més tard entre dues persones principals: Michael Burg en controladors de dispositius i distribució a Apple a Cupertino, Califòrnia; i Nick Stephen sobre la portabilitat i desenvolupament de Mach a l'OSF de Grenoble, França. Altres persones clau per treballar en el projecte van ser François Barbou a OSF i Vicki Brown i Gilbert Coville a Apple.
MkLinux es va anunciar oficialment a la Conferència Mundial de Desenvolupadors (WWDC) de 1996. Es va lliurar als assistents un CD gratuït que conté una distribució binària de MkLinux.
A mitjans de 1998, l'Associació de Desenvolupadors de MkLinux liderada per la comunitat es va fer càrrec del desenvolupament del sistema operatiu.
La distribució de MkLinux era massa gran perquè els usuaris ocasionals l'haguessin baixat mitjançant l'accés lent a Internet del dia, fins i tot utilitzant mòdems de 56k. Tanmateix, els CD oficials estaven disponibles en un llibre de Prime Time Freeware, publicat en anglès i en japonès. El llibre cobreix la instal·lació, la gestió i l'ús del sistema operatiu i serveix com a manual en paper.
Apple va llançar més tard els ordinadors Power Macintosh basats en Open Firmware, es va crear una branca oficial de PowerPC del nucli Linux i va ser liderada pel projecte LinuxPPC. Els desenvolupadors de MkLinux i LinuxPPC van intercanviar moltes idees d'anada i tornada, ja que tots dos treballaven amb les seves pròpies maneres d'executar Linux. Debian també va llançar una distribució de nucli monolítica tradicional per a PowerPC, igual que SUSE i Terra Soft Solutions amb Yellow Dog Linux.
Quan Apple va deixar de suportar MkLinux, la comunitat de desenvolupadors va lluitar per millorar el nucli Mach i per donar suport a diversos models de Power Macintosh. MkLinux va continuar sent l'única opció per als ordinadors Macintosh NuBus fins al juny de 2000, quan es va llançar PPC/Linux per a NuBus Power Mac.